# 25648 Baghel
25648 Baghel este un asteroid din centura principală de asteroizi.

## Descriere
25648 Baghel este un asteroid din centura principală de asteroizi. A fost descoperit pe 5 ianuarie 2000 la Socorro, New Mexico, în cadrul proiectului LINEAR. Asteroidul prezintă o orbită caracterizată de o semiaxă mare de 2,57 ua, o excentricitate de 0,05 și o înclinație de 3,7° în raport cu ecliptica.